# 1524
Năm 1524 (số La Mã: MDXXIV) là một năm nhuận bắt đầu từ ngày thứ Sáu trong lịch Julian.

## Sinh
- 10 tháng 2 - Albrecht Giese, chính trị gia và nhà ngoại giao Đức (mất 1580)
- 17 tháng 2 - Charles của Guise, hồng y người Pháp (mất 1574)
- 17 tháng 3 - Diego de Landa, Đức Giám mục của Yucatan (mất 1579)
- 28 tháng 5 - Selim II, Sultan Ottoman (mất 1574)
- 23 tháng 8 - François Hotman, nhà văn (mất 1590)
- 7 tháng 9 - Thomas Erastus, nhà thần học Thụy Sĩ (mất 1583)
- 11 tháng 9 - Pierre de Ronsard, nhà thơ người Pháp (mất 1585)
- Ngày chưa biết:
  - Jan Borukowski, thư ký của hoàng gia Ba Lan (mất 1584)
  - Armand de Gontaut, nam tước de Biron, người lính Pháp (mất 1592)
  - Azai Hisamasa, lãnh chúa Nhật Bản (mất 1573)
  - Jean Pithou, luật sư và tác giả người Pháp (mất 1602); và em trai song sinh của mình, Nicolas Pithou, luật sư và tác giả người Pháp (mất 1598)
  - Thomas Tusser, nhà thơ người Anh (mất 1580)
  - Luís Vaz de Camões, nhà thơ người Bồ Đào Nha (mất ngày 10 tháng 6, 1580)